# Conus balteatus
Conus balteatus ist der Artname einer Schnecke aus der Familie der Kegelschnecken (Gattung Conus), die im Indopazifik verbreitet ist und sich von Vielborstern ernährt.

## Merkmale
Conus balteatus trägt ein kleines bis mittelgroßes, mäßig leichtes bis mäßig festes Schneckenhaus, das bei ausgewachsenen Schnecken 2,5 bis 5 cm Länge erreicht. Der Körperumgang ist kegelförmig, bauchig kegelförmig bis breit kegelförmig oder birnförmig, der Umriss zum Apex hin leicht bis deutlich konvex und im Übrigen fast oder ganz gerade, bisweilen nahe der Basis leicht konvex. Die Schulter ist meist gewinkelt und stark bis schwach mit Tuberkeln besetzt. Das Gewinde ist niedrig bis mittelhoch, sein Umriss gerade bis konkav. Der Protoconch hat etwa einzweidrittel bis zwei Umgänge und misst maximal 0,7 mm. Die ersten Umgänge des Teleoconchs sind mit Tuberkeln besetzt, bisweilen nur sehr schwach. Die Nahtrampen des Teleoconchs sind flach und mit 1 bis 2 auf 4 bis 7 zunehmenden spiraligen Rillen. Der gesamte Körperumgang ist mit eng spiralig verlaufenden Rippen überzogen, wenn auch in manchen Populationen nur schwachen.
Die Grundfarbe des Gehäuses ist weiß, manchmal bläulich-violett. Um den Körperumgang verläuft beiderseits der Mitte jeweils eine farbige Bande mit verschiedenen Schattierungen von braun bis bräunlich-rot oder olivfarben. Es gibt sowohl Exemplare mit getrennten farbigen Banden und mit Banden in der Grundfarbe in der Mitte, an der Schulter und an der Basis als auch solche, bei denen nur die Tuberkeln an der Schulter teilweise in der Grundfarbe sind. Dunkle Bereiche auf dem Körperumgang sind oft mit in spiraligen Reihen entweder vereinzelt oder in regelmäßigen Folgen angeordneten weißen Punkten oder Strichen gesprenkelt. Die Umgänge des Protoconchs und wenige erste Nahtrampen des Teleoconchs sind rötlich violett, die späteren Nahtrampen dagegen oft einfarbig in der Grundfarbe, manchmal gefleckt mit Markierungen, die in ihrer Farbe den spiraligen Banden auf dem Körperumgang entsprechen. Die Gehäusemündung ist bei kleinen Gehäusen durchscheinend, bei größeren violett bis braun.
Das Periostracum ist bei Schnecken von Japan dünn, durchscheinende, glatt und gelb-olivfarben, bei Schnecken von Somalia dicker, undurchsichtig und dunkler olivfarben.
Der Fuß ist stumpf rot, wobei die Seiten schwarz gefleckt und die Fußsohle spärlich weiß gepunktet sein können. Im Indischen Ozean ist das Rostrum gleichmäßig rötlich-braun oder dunkelbraun mit einer rosafarbenen Spitze. Bei In dividuen von Okinawa ist das Rostrum rosafarben mit weißen Punkten und dunkel bräunlich-roten, an der Spitze längs angeordneten Querstreifchen. Die Fühler sind blassgrau mit weißen Punkten und kurzen, dunkel rötlich-braunen Streichen. Im Indischen Ozean ist der Sipho entweder dunkelbraun mit einer rosafarbenen Spitze oder rosa, dorsal mit dichten schwarzen Flecken an der Hinterseite. In Okinawa ist der Sipho vorn rosa und hinten blassgrau, wobei der ganze Sipho weiße Punkte und der rosafarbene Teil zudem dunkel bräunlich-rote Querstreifchen hat.
Die mit einer Giftdrüse verbundenen Radula-Zähne von Conus balteatus gleichen denen von Conus varius; wie diese haben sie an der Spitze einen Widerhaken und auf der Gegenseite einen zweiten Widerhaken oder eine Spreite. Sie haben eine Sägung, die in einem Zacken endet. Der Schaft hat eine Taille, und an der Basis sitzt ein kleiner Sporn.

## Verbreitung und Lebensraum
Conus balteatus ist im Indopazifik verbreitet, im Indischen Ozean von der Küste Ostafrikas (Mosambik bis Nord-Somalia) über die Maskarenen, Malediven bis nach Indonesien, im Pazifischen Ozean bis nach Japan, Westaustralien, Queensland, Fidschi und Samoa.
Conus balteatus lebt in der Gezeitenzone und etwas darunter auf Korallenriffen auf rauem Kalkstein, toten Korallenfelsen, Geröll und Gemischen aus Geröll und Sand, oft verborgen unter Korallenfelsen. Die Form cernicus tritt an den Maskarenen und Somalia in Meerestiefen von 20 bis 30 m auf.

## Entwicklungszyklus
Wie alle Kegelschnecken ist Conus balteatus getrenntgeschlechtlich, und das Männchen begattet das Weibchen mit seinem Penis. Die in den Eikaspeln befindlichen Eier haben im östlichen Indischen Ozean einen Durchmesser von rund 310 µm, woraus geschlossen wird, dass die Veliger-Larven mindestens 14 Tage lang frei schwimmen, bevor sie niedersinken und zu kriechenden Schnecken metamorphosieren.

## Ernährung
Die Beute von Conus balteatus besteht aus erranten Vielborstern, die er mit seinen Radulazähnen sticht und mithilfe des Gifts aus seiner Giftdrüse immobilisiert. In den Schneckenmägen wurden Eunicidae und Nereididae gefunden. An Korallenriffen unterhalb der Gezeitenzone im östlichen Indischen Ozean ist Eunice afra Hauptbeute.